# Kerkhof van Westkappel
Het Kerkhof van Westkappel is een gemeentelijke begraafplaats in het dorp Westkappel in het Franse Noorderdepartement. Het kerkhof ligt er rond de Sint-Silvesterkerk in het dorpscentrum.

## Britse oorlogsgraven
Op het kerkhof ligt een Brits militair perk met gesneuvelden uit de Tweede Wereldoorlog. Het perk ligt aan de oostkant van het kerkhof, net ten noordoosten van de kerk. Er worden bijna 70 doden herdacht, van wie er 38 geïdentificeerd zijn. Op het perk staat een Cross of Sacrifice. De graven worden onderhouden door de Commonwealth War Graves Commission. In de CWGC-registers is het kerkhof opgenomen als West Cappel Churchyard.